# Chen Xiaowang
Dans ce nom, le nom de famille, Chen, précède le nom personnel.
Chen Xiaowang , né le 20 octobre 1945, est un enseignant de taijiquan chinois, né  dans le village familial Chen (Chenjiagou, 陳家溝), comté de Wen, province du Henan. style taijiquan.

## Histoire
Il est l’un des rares détenteurs du plus haut rang de 9e Duan Wei conférée par l’association chinoise de wushu. Son grand-père était le grand maître du taijiquan, Chen Fake.